# تأثير أينشتاين-دي هاس
تأثير آينشتاين دي هاس هو ظاهرة فيزيائية يسبب فيها التغير في العزم المغناطيسي للجسم الحر في الدوران. التأثير هو نتيجة للحفاظ على العزم الزاوي. إنه تأثير قوي بما يكفي ليكون قابل للملاحظة في المواد المغناطيسية الحديدية. أظهرت الملاحظة التجريبية والقياس الدقيق للتأثير أن ظاهرة المغنطة تنتج عن محاذاة (استقطاب) العزم الزاوي للإلكترونات في المادة على طول محور المغنطة.
تسمح هذه القياسات أيضًا بفصل العمليات المساهمة في المغنطة، أي ما يرتبط بالدوران والحركة المدارية للإلكترونات. كما أظهر التأثير العلاقة الوثيقة بين مفاهيم العزم الزاوي في الفيزياء الكلاسيكية والفيزياء الكمّية.
توقع التأثير من قبل أوين ويلانز ريتشاردسون في عام 1908 الذي سُمّي بعد ألبرت أينشتاين وواندر يوهانس دي هاس الذي نشر مقالتين في عام 1915 مظهرًا أول ملاحظة تجريبية للتأثير.

## الوصف
إن الحركة المدارية للإلكترون (أو أيّ جسيم مشحون) حول محور معين تنتج ثنائي القطب المغناطيسي مع العزم المغناطيسي من
{\displaystyle {\boldsymbol {\mu }}=e/2m\cdot \mathbf {j} ,}
```
حيث 

  

    

      

        
m

      

    

    
{\displaystyle m}

  

و 

  

    

      

        
e

      

    

    
{\displaystyle e}

  

 هما الشحنة وكتلة الجسيم في حين أن
```

{\displaystyle \mathbf {j} }
```
هي 
العزم الزاوي
 للحركة. في الطرف الآخر، يرتبط العزم المغناطيسي الداخلي للإلكترون بالعزم الزاوي الجوهري (الدوران) مثل
```

{\displaystyle {\boldsymbol {\mu }}\approx {}2\cdot {}e/2m\cdot \mathbf {j} }
إذا كان عدد الإلكترونات في وحدة حجم المادة له زخم (عزم) زاوي مداري كامل بالنسبة لمحور معين فإن عزمه المغناطيسي سينتج مغنطة. يشير التغيير في المغنطة إلى تغير نسبي في الزخم الزاوي للإلكترونات المعنية.

## النظام التجريبي
تحتوي التجارب على أسطوانة لمادة حديدية مغناطيسية معلقة بمساعدة سلسلة رقيقة داخل ملف أسطواني يستخدم لتوفير مجال مغناطيسي محوري يجذب الأسطوانة على طول محوره. يؤدي التغيير في التيار الكهربائي في الملف إلى تغيير الحقل المغناطيسي الذي ينتجه الملف مما يؤدي إلى تغيير مغنطة الأسطوانة.
يؤدي التغيير في الزخم الزاوي إلى تغيير في سرعة الدوران للأسطوانة التي تُراقب باستخدام الأجهزة البصرية. لا يمكن للحقل الخارجي B المتفاعل مع ثنائي القطب المغناطيسي أن ينتج أي عزم دوران {\displaystyle \mathbf {B} } على طول اتجاه المجال.
في هذه التجارب، تحدث المغنطة على طول اتجاه الحقل الناتج عن الملف المغناطيسي، وبالتالي يجب الحفاظ على الزخم الزاوي على طول هذا المحور في غياب الحقول الخارجية الأخرى. على الرغم من بساطة هذا التصميم، فإن التجارب ليست سهلة.
يمكن قياس المغنطة بدقة بمساعدة لفائف الالتقاط حول الإسطوانة، ولكن التغيير المصاحب للزخم الزاوي صغير. علاوةً على ذلك، يمكن للمجالات المغناطيسية المحيطة مثل حقل الأرض أن توفر تأثيرًا ميكانيكيًا أكبر بنسبة 107 إلى 108 مرات على الأسطوانة الممغنطة.
أجريت التجارب الدقيقة في وقتٍ لاحق في بيئة ممغنطة شيدت خصيصًا مع تعويضاتٍ نشطة من المجالات المحيطة. تستخدم أساليب القياس عادةً خصائص مؤشّر الالتواء مما يوفّر تيارًا دوريًا لملف المغنطة عند ترددات قريبة من تنبيه المؤشّر. تقيس التجارب النسبة {\displaystyle \lambda =\Delta \mathbf {J} /\Delta \mathbf {M} } مباشرةً وتستمد عامل الجيروسمات المغناطيسية الخالي الأبعاد {\displaystyle g'} للمادة من التعريف: {\displaystyle g'\equiv {}{\frac {2m}{e}}{\frac {1}{\lambda }}} وتسمى الكمية {\displaystyle \gamma \equiv {\frac {1}{\lambda }}\equiv {\frac {e}{2m}}g'} بنسبة الجيروسماتية.

## تاريخ
وُصف التأثير المتوقع والنهج التجريبي المحتمل لأول مرة من قبل أوين ويلانز ريتشاردسون في مقالة نُشرت في عام 1908. اكتُشف دوران الإلكترون في عام 1925، لذلك نُظر فقط في الحركة المدارية للإلكترونات. اشتقّ ريتشاردسون العلاقة المتوقعة من {\displaystyle \mathbf {M} =e/2m\cdot \mathbf {J} }.
تناقضت فكرة الحركة المدارية للإلكترونات في الذرات مع الفيزياء الكلاسيكية. تُبنّى هذا التناقض في نموذج بور في عام 1913، وتمت إزالته فيما بعد مع تطوير ميكانيكا الكم.
أدرك بارنيت بتحفيز من مقالة ريتشاردسون أن التأثير المعاكس يجب أن يحدث أيضًا، أي التغيير في الدوران يجب أن يسبب مغنطة (تأثير بارنيت). نشر بارنيت الفكرة في عام 1909 وبعد ذلك تابع الدراسات التجريبية للتأثير.
نشر آينشتاين ودي هاس مقالتين في أبريل 1915 تحتويان على وصف للتأثير المتوقع والنتائج التجريبية. وصف كل منهما في إحدى المقالتين بعنوان «دليل تجريبي لوجود التيارات الجزيئية لأمبير» بالتفصيل الجهاز التجريبي والقياسات التي أُجريت.
كانت النتيجة أن نسبة الزخم الزاوي للعينة إلى عزمها المغناطيسي قريبة جدا بنسبة 3% إلى القيمة المتوقعة {\displaystyle 2m/e}. عُلم في وقتٍ لاحق أن النتيجة التي توصلوا إليها بشكلٍ غير حتمي التي نسبتها 10٪ لم تكن متوافقة مع القيمة الصحيحة القريبة.
أبلغ بارنيت عن نتائج قياساته في العديد من المؤتمرات العلمية في عام 1914. في تشرين الأول/أكتوبر من عام 1915، نشر أول ملاحظة له باسم تأثير بارنيت في مقالة بعنوان «المغنطة بالتناوب». كانت نتيجة بحثه قريبة من القيمة الصحيحة والتي كانت غير متوقعة في ذلك الوقت.
نشر ستيوارت في عام 1918 نتائج قياساته لتأكيد نتيجة بارنيت. كان يطلق على هذه الظاهرة في مقالته اسم «تأثير ريتشاردسون».
أثبتت التجارب التالية أن نسبة الجيروسماتية للحديد في الواقع قريبة من {\displaystyle e/m} بدلًا من {\displaystyle e/2m}. وقد فُسرت هذه الظاهرة التي يطلق عليها «الشذوذ الجيرومغناطيسي» أخيراً بعد اكتشاف الدوران وإدخال معادلة ديراك في عام 1928.

## أدب حول التأثير واكتشافه
يمكن الإطلاع على الحسابات التفصيلية للسياق التاريخي وشروح التأثير في الأدب مثل تعليق كالابرايس على مقالتي آينشتاين في مقالة بعنوان «الكتابات التقويمية لآينشتاين» الذي يتحدث فيها عن الدليل التجريبي لتيارات أمبير الجزيئية.
وبالنظر إلى فرضية أمبير على أن سبب المغناطيسية هو الحركات الدائرية المجهرية للشحنات الكهربائية حيث اقترح المؤلفون تصميمًا لاختبار نظرية لورنتز بأن الجسيمات الدوارة هي إلكترونات. كان الهدف من التجربة هو قياس عزم الدوران الناتج عن انعكاس مغنطة اسطوانة حديدية.
كتب آينشتاين ثلاث مقالات مع واندر دو هاس حول العمل التجريبي الذي قاموا به معًا على تيارات أمبير الجزيئية والمعروفة باسم تأثير آينشتاين-دي هاس حيث كتب تصحيحًا للمقالة 52.
نُقلت المقالة الثانية من آينشتاين ودي هاس إلى «وقائع أكاديمية هولندا الملكية للفنون والعلوم» من قبل لورنتز الذي كان والد زوجته واندر يوهانس دي هاس. وفقًا لفرينكل، كتب أينشتاين في تقرير إلى الجمعية الفيزيائية الألمانية: «في الأشهر الثلاثة الماضية، قمت بإجراء تجارب بالاشتراك مع دي هاس ولورنتز في المعهد الإمبراطوري للتكنولوجيا الفيزيائية التي أثبتت بشكل قوي وجود تيارات أمبير الجزيئية».

## القياسات والتطبيقات اللاحقة
استُخدم التأثير لقياس خصائص مختلف العناصر المغناطيسية الحديدية والسبائك. كان المفتاح إلى قياسات أكثر دقة هو التدريع المغناطيسي الأفضل في حين كانت الأساليب مشابهة بشكل أساسي لتلك التجارب الأولى.
تقيس التجارب قيمة عامل الجيروسمات {\displaystyle g'={\frac {2m}{e}}{\frac {M}{J}}} (نستخدم هنا إسقاطات معادلة الوجهات المزيفة {\displaystyle \mathbf {M} } و{\displaystyle \mathbf {J} } على محور التمغنط وحذف الإشارة {\displaystyle \Delta }). يتكون كل من المغنطة والزخم الزاوي من المساهمات من الدوران والعزم الزاوي المداري {\displaystyle M=M_{s}+M_{o}} و {\displaystyle J=J_{s}+J_{o}}.
باستخدام العلاقات المعروفة {\displaystyle M_{o}={\frac {e}{2m}}J_{o}}، و{\displaystyle M_{s}=g\cdot {}{\frac {e}{2m}}J_{s}} حيث {\displaystyle g\approx {}2.002} هو عامل الجيروسماتية للعزم المغناطيسي الغير طبيعي للإلكترون حيث يمكن للمرء أن يتوصّل إلى مساهمة الدوران النسبي في المغنطة على النحو التالي: {\displaystyle {\frac {M_{s}}{M}}={\frac {(g'-1)g}{(g-1)g'}}}
بالنسبة للحديد النقي، إن القيمة المقاسة هي {\displaystyle g'=1.919\pm {}0.002} و {\displaystyle {\frac {M_{s}}{M}}\approx {}0.96}. لذلك، في الحديد النقي يتم توفير 96٪ من المغنطة عن طريق استقطاب دورات الإلكترونات، بينما توفّر النسبة المتبقية التي تقدر بقيمة 4٪ عن طريق استقطاب العزم الزاوي المداري.